# Jelena Afanasjewa
Jelena Aleksandrowna Afanasjewa, ros. Елена Александровна Афанасьева (ur. 1 marca 1967 w Kulebakach) – rosyjska lekkoatletka specjalizująca się w biegach średniodystansowych, uczestniczka letnich igrzysk olimpijskich w Atlancie (1996).

## Sukcesy sportowe
- dwukrotna mistrzyni Rosji w biegu na 800 metrów – 1995, 1998[1]
- dwukrotna halowa mistrzyni Rosji w biegu na 800 metrów – 1995, 2001[2]

| Rok  | Miasto    | Zawody                    | Konkurencja   | Wynik         |
| ---- | --------- | ------------------------- | ------------- | ------------- |
| 1992 | Genua     | Halowe mistrzostwa Europy | bieg na 800 m | brązowy medal |
| 1993 | Toronto   | Halowe mistrzostwa świata | bieg na 800 m | 4. miejsce    |
| 1995 | Barcelona | Halowe mistrzostwa świata | bieg na 800 m | srebrny medal |
| 1996 | Atlanta   | Igrzyska olimpijskie      | bieg na 800 m | 5. miejsce    |
| 1997 | Ateny     | Mistrzostwa świata        | bieg na 800 m | srebrny medal |
| 1997 | Fukuoka   | Finał Grand Prix IAAF     | bieg na 800 m | 4. miejsce    |
| 1998 | Budapeszt | Mistrzostwa Europy        | bieg na 800 m | złoty medal   |
| 2001 | Lizbona   | Halowe mistrzostwa świata | bieg na 800 m | 5. miejsce    |

## Rekordy życiowe
- bieg na 400 metrów – 52,78 – Moskwa 14/06/1997
- bieg na 800 metrów – 1:56,61 – Zurych 13/08/1997
- bieg na 800 metrów (hala) – 1:58,73 – Moskwa 17/02/2001
- bieg na 1000 metrów – 2:34,60 – Bruksela 28/08/1998
- bieg na 1500 metrów – 4:11,15 – Dreux 12/06/1996